# نظارة أنفية
النظّارة الأنفيّة هي نوع من النظارات، شاعت في أواخر القرن التاسع عشر وأوائل القرن العشرين، تُثبت بدون قِطع أذنيّة، إنما عن طريق الضغط على جسر الأنف. وغالبًا ما كانت النظارة الأنفية متصلة بملابس مرتديها أو أذنه من خلال سلسلة تعليق أو شريط؛ بحيث يمكن إزالتها بسهولة وعدم ضياعها.

## أشكال وأصناف النظارة الأنفية
هناك العديد من الأشكال الخاصة بتطور النظارة الأنفية ، ونذكر من بين هذه الأشكال:

### النظارة المسمارية.

أقدم شكل من أشكال النظارات الأنفية وفقًا لما هو مدون في السجلات الأثرية ، يعود إلى القرن الخامس عشر، وهو عبارة عن نظارة بدائية لها إطارات مصنوعة من قطعتين من عظام الثور أو من قرون الغزالان ، والقطع المصنوعة كانت على شكل مجداف، يتم ربطها عن طريق مسامير حديدية توفر الشد على الأنف، وتسمح بطي العدسات معًا. ويتم تقسيم كل مجداف عند أحد طرفيه للسماح بإدخال العدسة، مع غلق هذا الانقسام بعد إدخال العدسات بقطعة من النحاس، وقد كانت هذه الإطارات خفيفة للغاية. ويعود تاريخ اللوحات التي تصور مثل هذه الإطارات إلى عام 1392م. وفي أوقات لاحقة تم تصنيع هذه الإطارات من قرون الماشية ومن الخشب، مع وجود مسمار للشد. ومن عيوبها أن قوة الشد في المسامير تنخفض مع مرور الوقت مما يجعلها غير قادرة على البقاء على الأنف.

### نظارة الجسر- سي

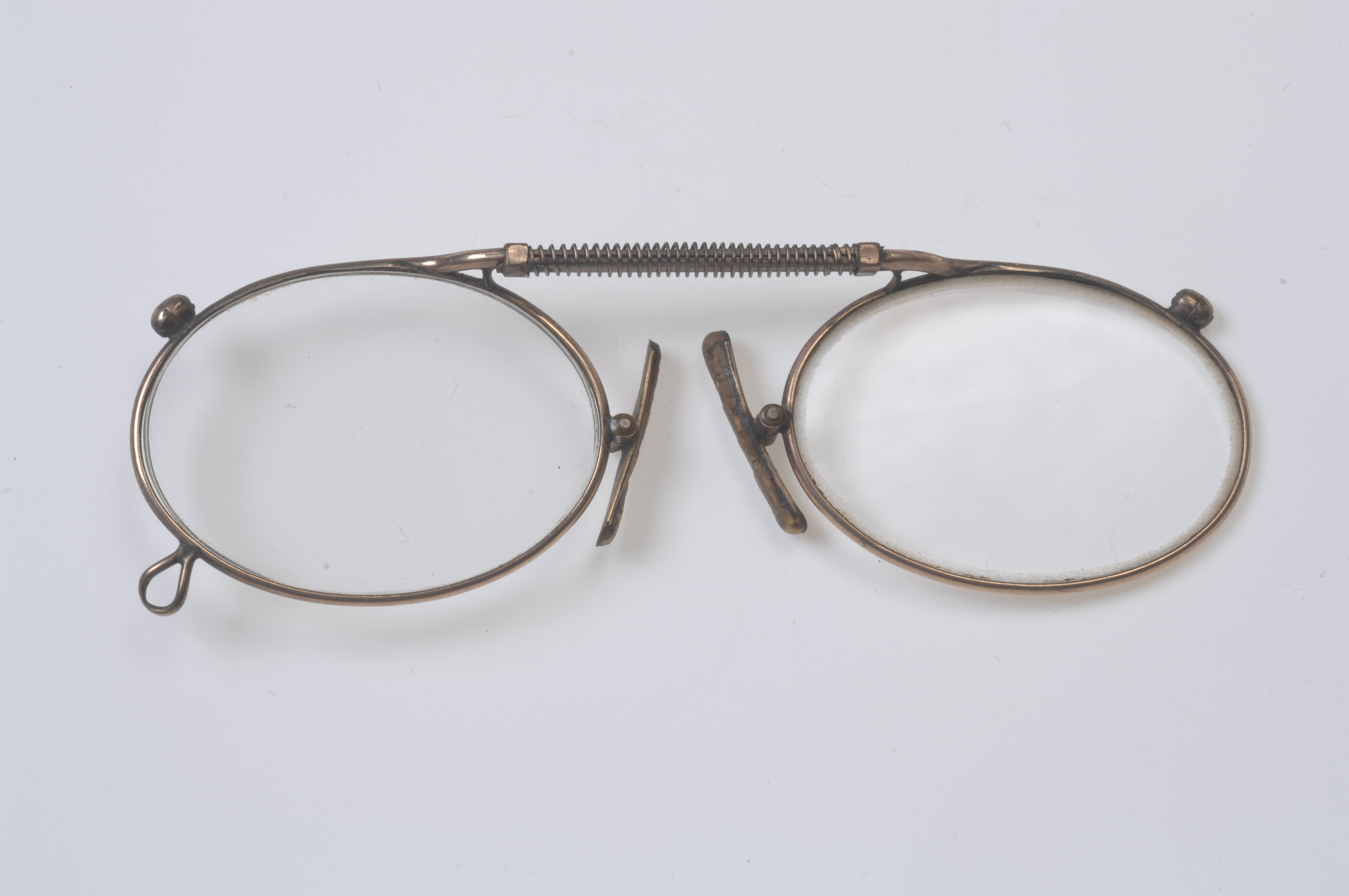
نظارة أنفية مع وجود الجسر المعدني والوسائد

يتميز هذا الشكل من النظارات الأنفية بوجود جسر معدني مرن ومنحني على شكل حرف (C) مما يوفر الشد اللازم لتثبيت العدسات على الأنف، وكان هذا الشكل من النظارات الأنفية مستخدمًا على نطاق واسع بداية من عشرينيات القرن التاسع عشر وحتى الأربعينيات من القرن العشرين، وكان هذا الشكل متوفرًا بأنماط مختلفة، فمنها مثلًا النمط الذي يحتوى على وسائد أنفية ، ومن مميزات هذا التنوع هو أن الحجم الواحد ممكن ان يناسب اي أنف. أما عن عيوب هذا الشكل فتتمثل في:أن الجسور فيه كانت عرضة للإجهاد المعدني بسبب الإنحناء عند وضعها وخلعها بشكل متكرر. لذلك كانت تنكسر أو تفقد قوة شدها مع مرور الوقت، كما أن من عيوبها أيضًا أن الفصل بين العدسات لم يكن ثابتًا وقد لا يتطابق مع حدقتي المستخدم عند ثنيها لتناسبة.كما أن العدسات كانت تدور قليلًا عند وضعها على الأنف مما لا يجعلها صالحة الأستخدام في حالات تصحيح الأستجماتيزم .

## النظارة أستيج

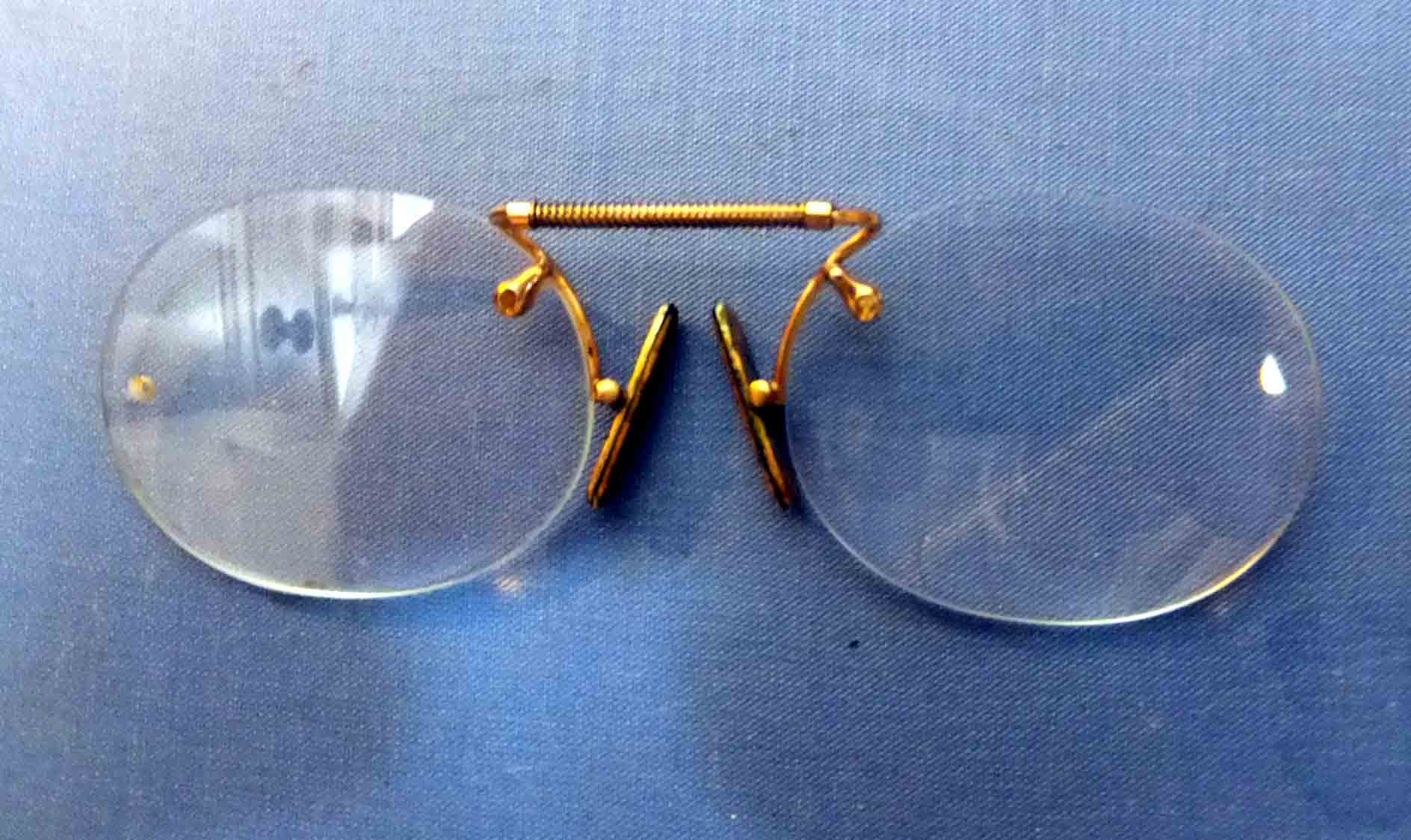
نظارات ستيج الأنفية

يرجع تسميتها بهذا الاسم إلى قدرتها على تصحيح الاستجماتيزم ، والذي كان مفقودًا في النمط السابق، وهذا النمط من النظارات الأنفية كان سائدًا من تسعينيات القرن التاسع عشر إلى ثلاثينيات القرن العشرين، تم تصنيعها وتسويقها في ذلك الحين على أنها نظارات رياضية ، والتي كانت تتميز بأنها أكثر راحة في الأرتداء لفترات طويلة، وعلى العكس من نظارة الأنف ذات الجسر C والتي كانت عدساتها تدور قليلاً عتد وضعها على الأنف، فإن عدسات الاستيج لا تدور وبالتالي يمكنها تصحيح الاستجماتيزم، ويأتي هذا الشكل من النظارا ت الأنفية مع شريط منزلق وزنبرك لربط العدسات والتي كان من الممكن فصلها عن طريق سحب العدسات بلطف بعيدًا عن بعضها البعض، وايضًا مع وجود وسادات الأنف والتي كانت مصنوعة من الفلين والتي إما أن تكون ثابتة أو مفصلية.

### نظارات فيتس يو

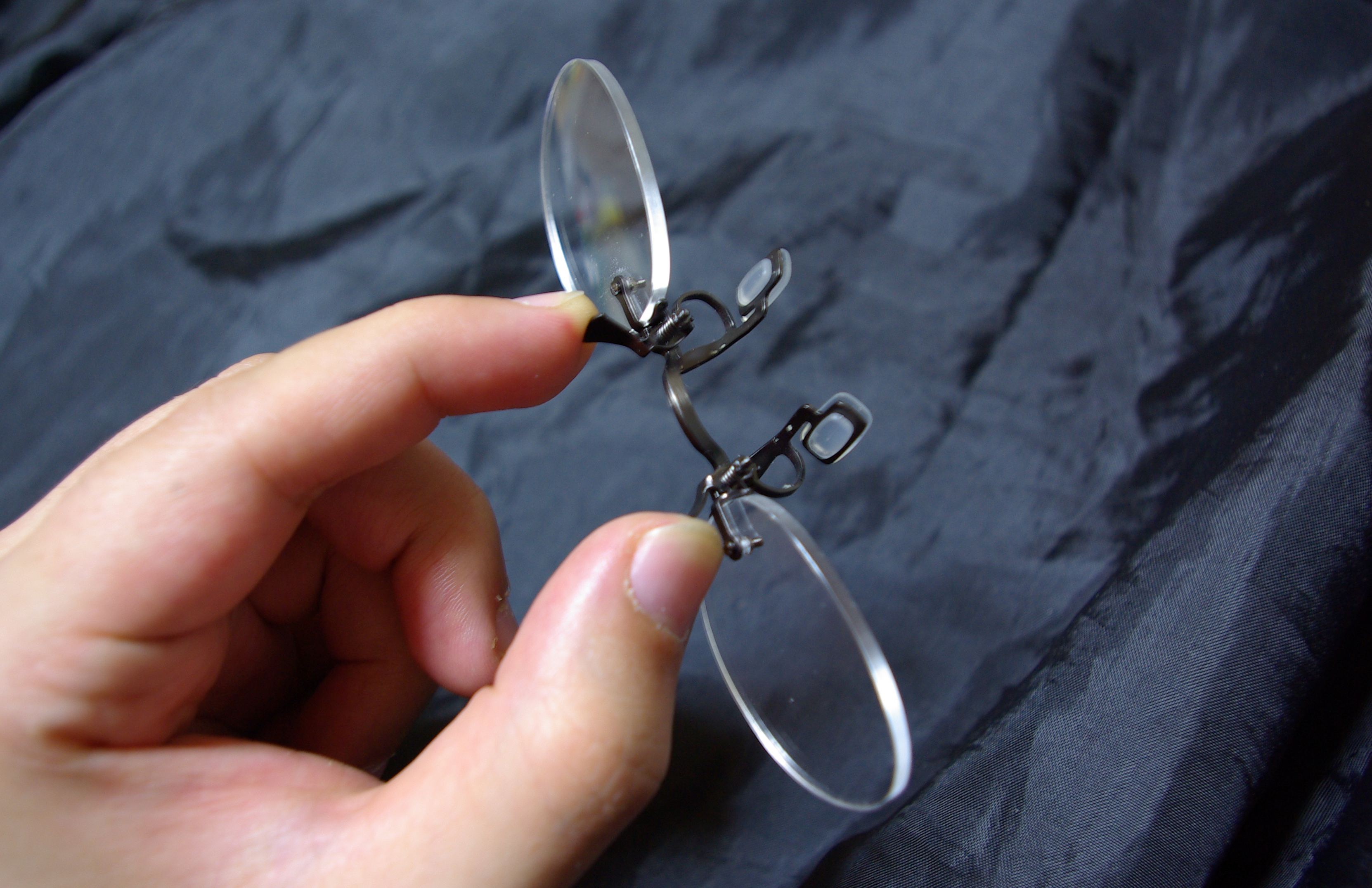

فيتس يو هو الاسم التجاري لأحد أشكال النظارات الأنفية، والتي قام بأختراعها الفرنسي جول كوتيهJules Cottet، والتي كانت على شكل الأصبع ، وكانت عدساتها متصلة بجسر صلب مع وجود نوابض أو زنبرك في دعامات الأنف لتثبيتها على الجسر، ويمكن لمرتدبها الضغط على زوج من الرافعات الموجودة أمام الجسر أو أعلاه للسماح لها بالاغلاق على الأنف، هذا الشكل أيضُا يتميز بأن العدسات فيه لا تدور وبالتالي يمكنها تصحيح الاستجماتيزم . وقد سجل كوتيه براءة أختراعه لهذا النمط في كل من: فرنسا وانجلترا والولايات المتحدة، ومن ثم باعه إلى شركة تصنيع نظارات في لندن، والتي باعته بدورها إلى شركة أمريكية ، وظل هذا التصميم غير مستخدم لعدة سنوات حتى اسحوزت عليه شركة "أمريكان أوبتيكال American Optical , والي قامت بتسويقه بنجاح تحت الاسم التجاري fits-u ليحل وبسرعة محل معظم نظارات الأنف المستخدمة في ذلك الوقت.

### نظارات أكسفورد

نظارات أكسفورد في مقارنة مع النظارات ذات الجسرC

أحد أشكال النظارات الأنفية،والذي تم تطويره في القرن التاسع عشر،وهو يتشابه مع النظارات ذات الجسر C من ناحية قوة الشد من خلال قطعة معدنية زنبركية مرنة ، وهذا الشكل يتشابة أيضًا مع نظارات أستيج . وقد ظل هذا الشكل شائعًا في أوربا والأمريكتين حتى ثلاثينيات القرن العشرين.

## نظارات الأنف في الثقافة الشعبية

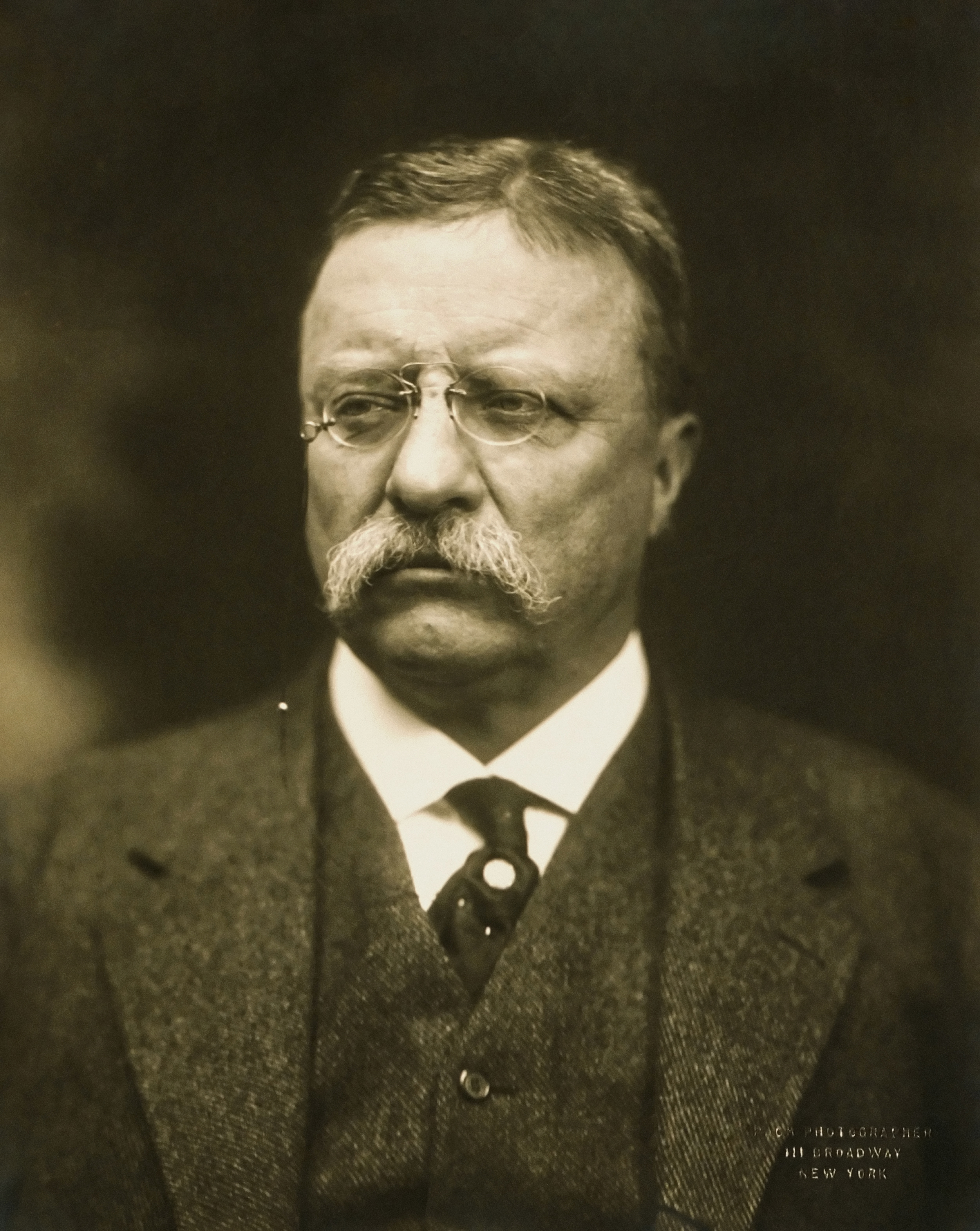
روزفلت بالنظارة الأنفية

مثلت النظارة الأنفية المستديرة عنصرًا أساسيا في لغز جريمة القتل في قصة شارلوك هولمز " مغامرة النظارة ذات الأنف الذهبية" ، وكذلك الحال في قصة الكاتبة دوروثي سايرز "من هو صاحب الجثة". كما تم تصوير العديد من الشخصيات الخيالية وهي ترتدي النظارة الأنفية من أمثال: هيركيول بوارو في المسلسل التلفزيوني" أجاثا كريستي بوارو" الذي يرتدي نظارة أنفية متصلة بشريط حول رقبته. وهناك مورفيوس في ثلاثية أفلام "ماتريكس" ، وهناك أيضًا البروفيسور فروست في رواية "تلك القوة الشنيعة" للكاتب البريطاني سي إس لويس، وهناك فاجوت احد أعضاء حاشية الشيطان في فيلم" المعلم ومارجريتا" للكاتب السوفيتي ميخائيل بولغاكوف. وهناك السيد بورجين في "هاري بوتر وحجرة الاسرار". كما أن العديد من رؤساء الولايات المتحدة الأمريكية أمثال: ثيودور،روزفلت، وودرو ويلسن، يرتدون النظارة الأنفية بشكل متكرر وكان يتم تصويرهم وهم يرتدونها. كما كان الشاعر الاسباني فرانسيسكو دي كيفيدو يرتدى دائمًا النظارة الأنفية ، والتي تم أعتبارها من السمات المميزة له.

## معرض الصور

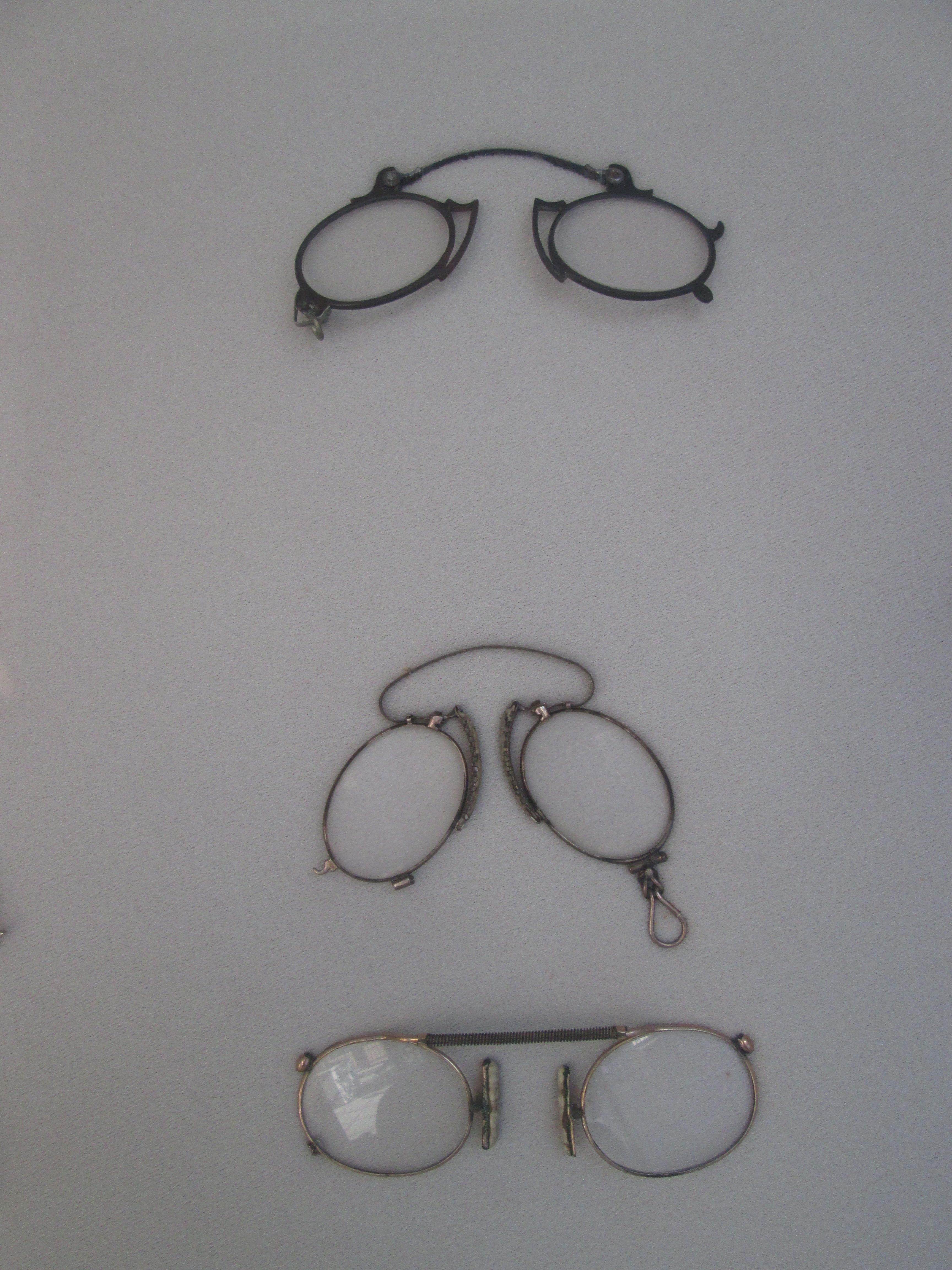
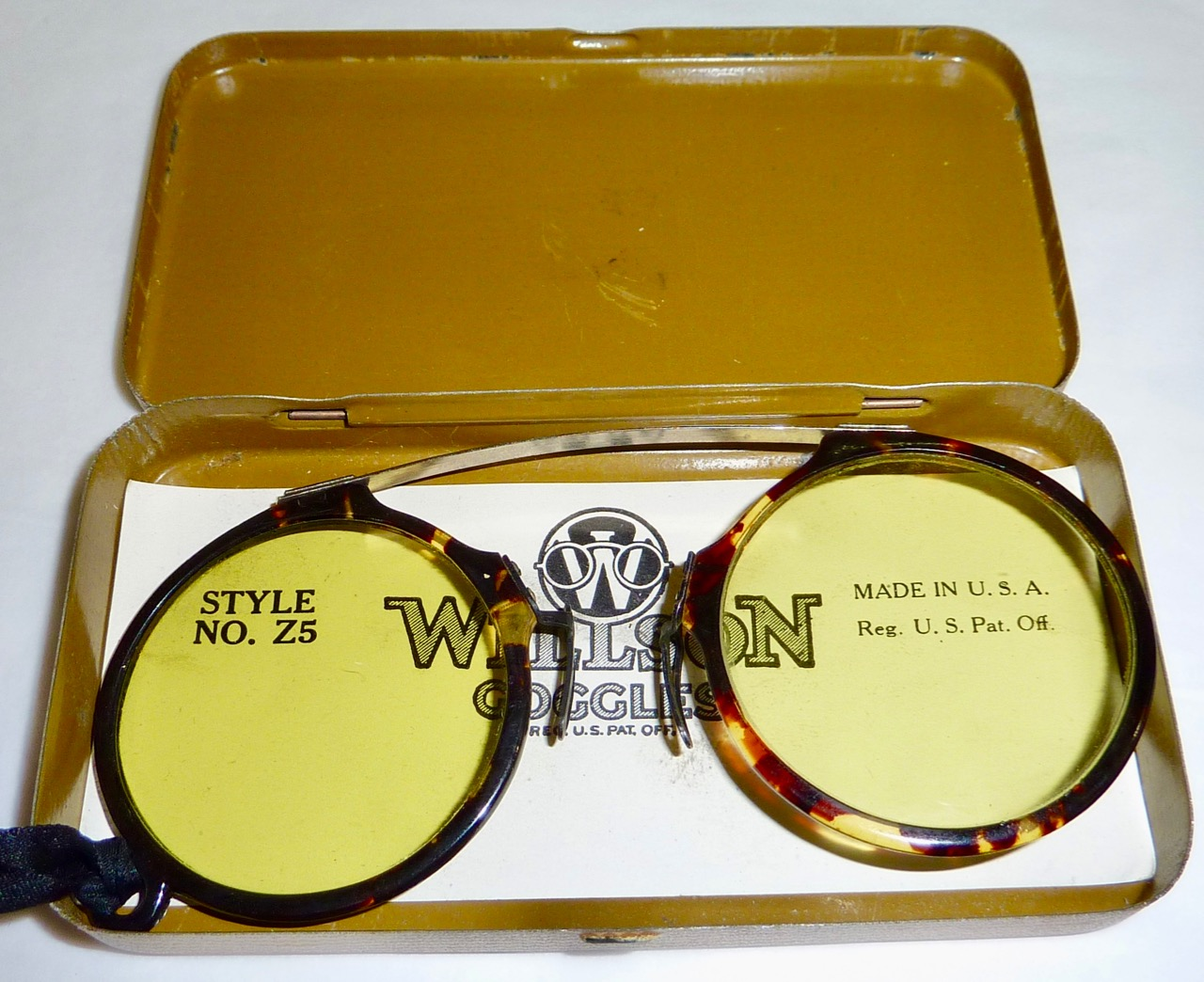
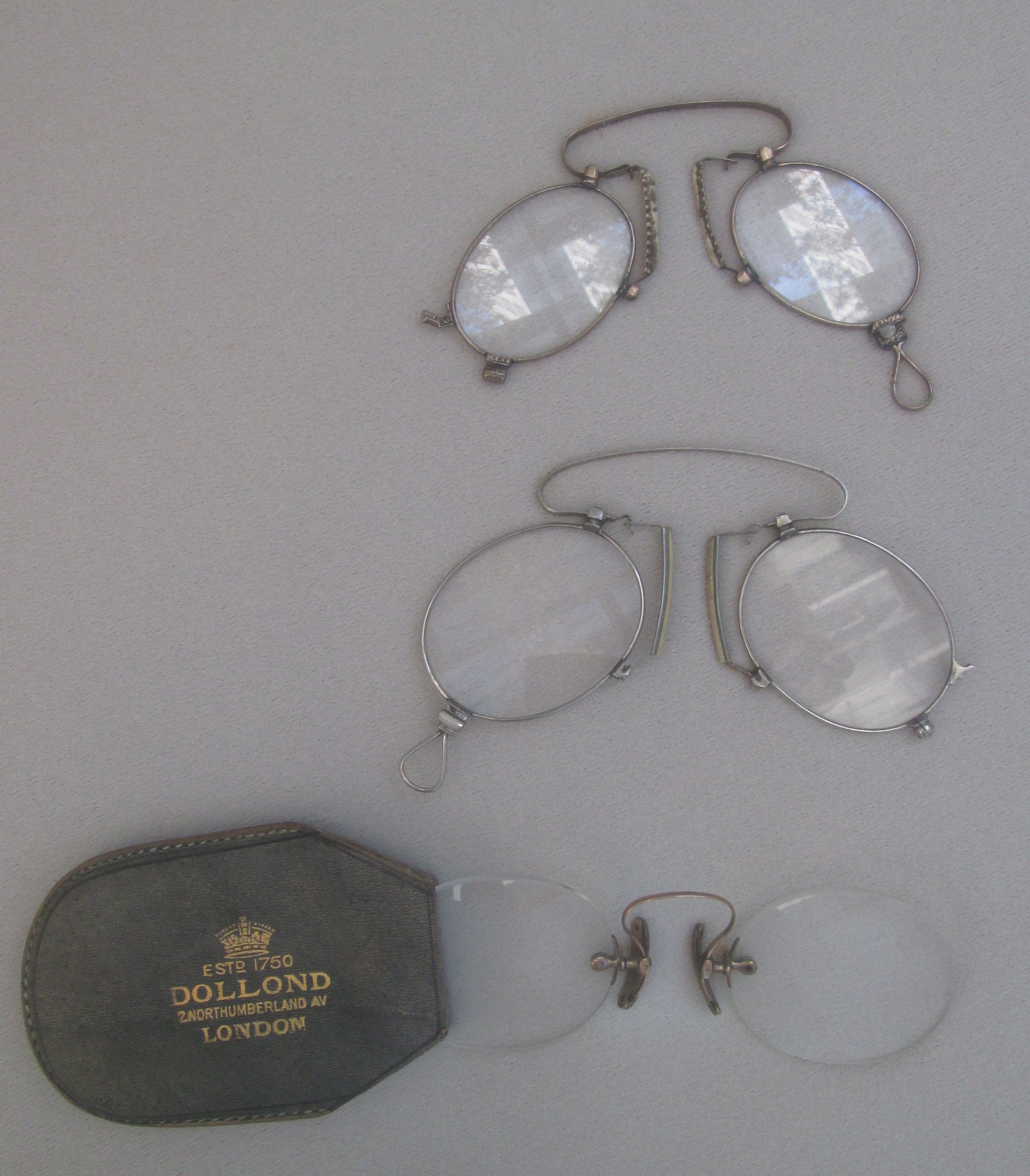
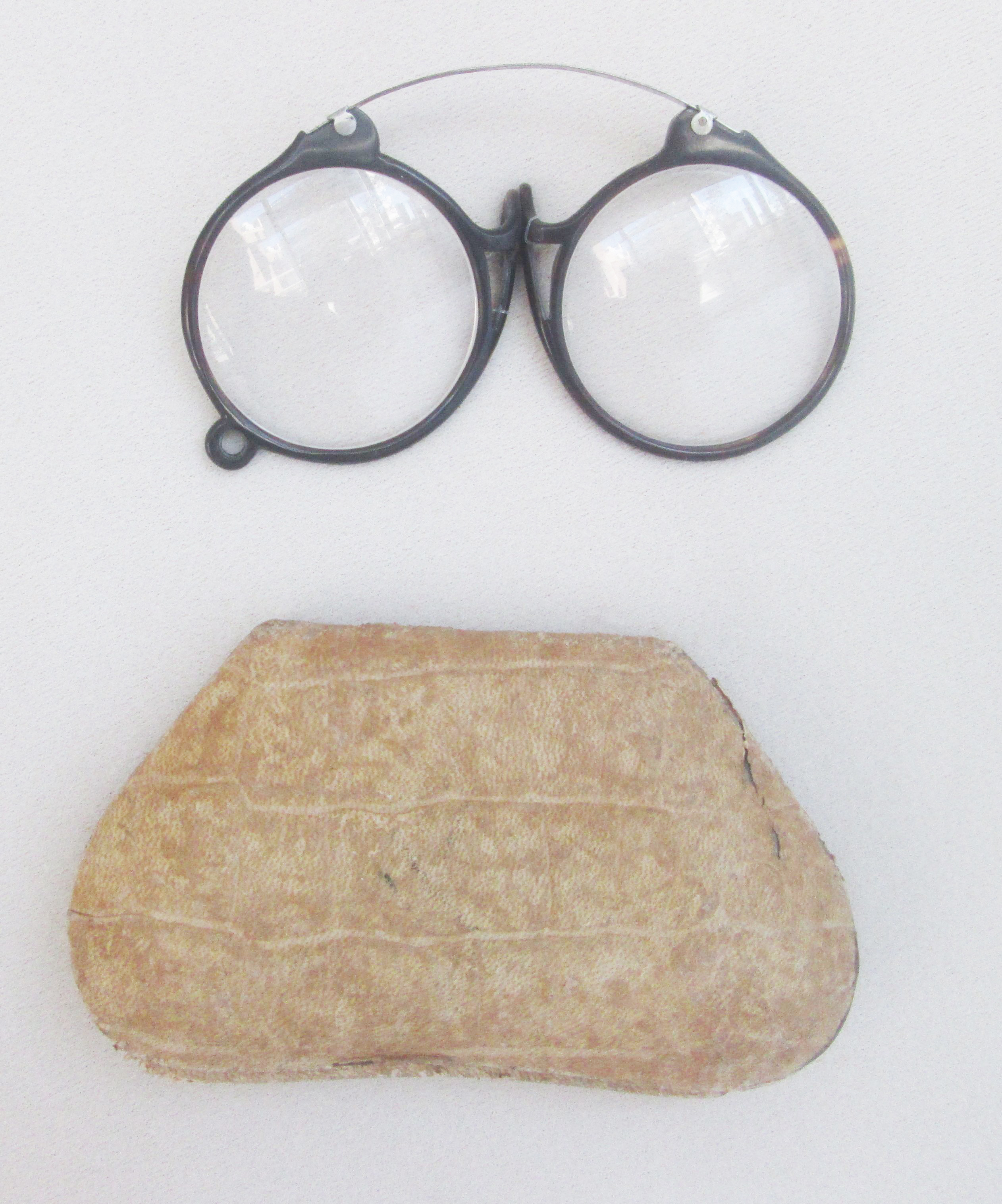
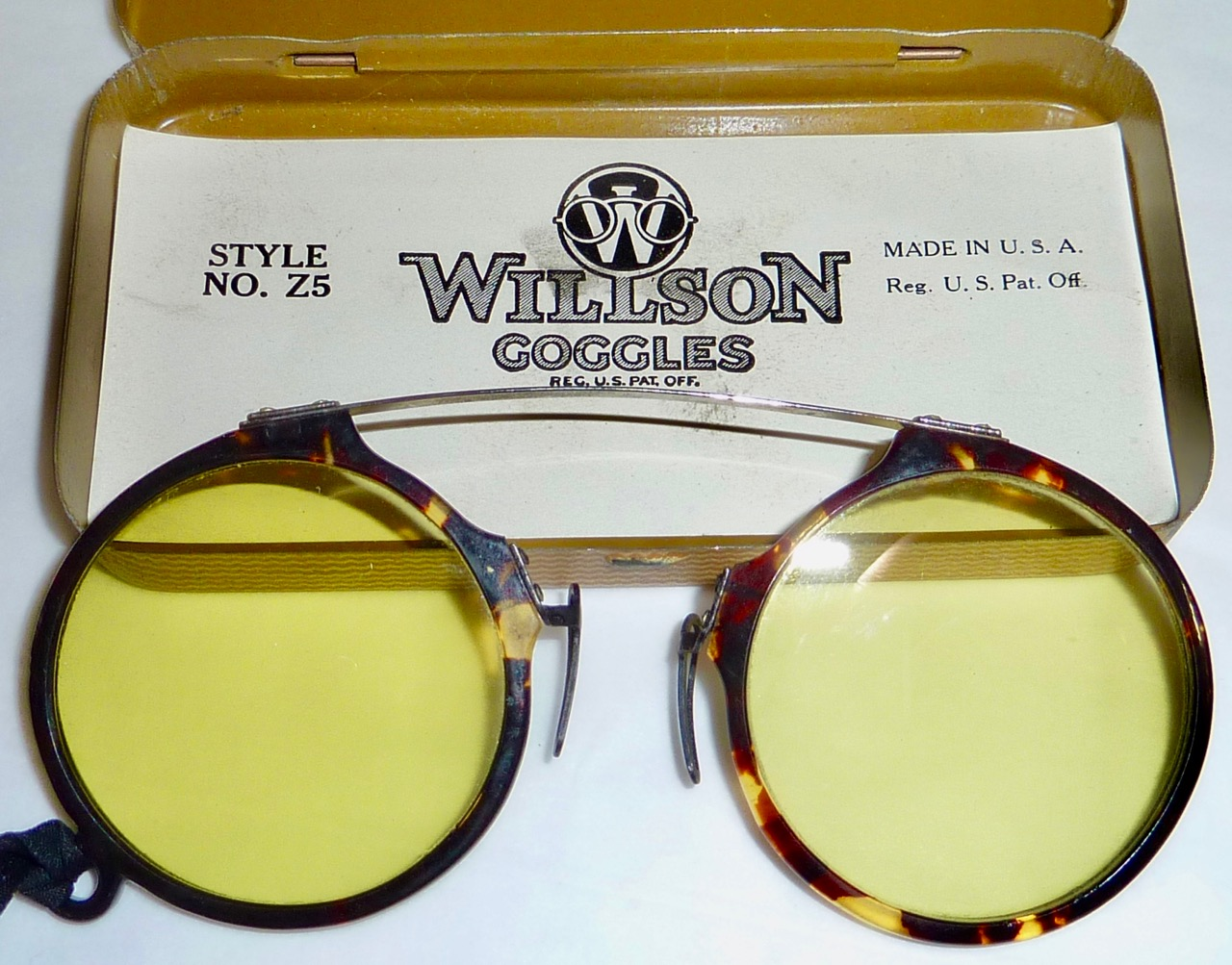
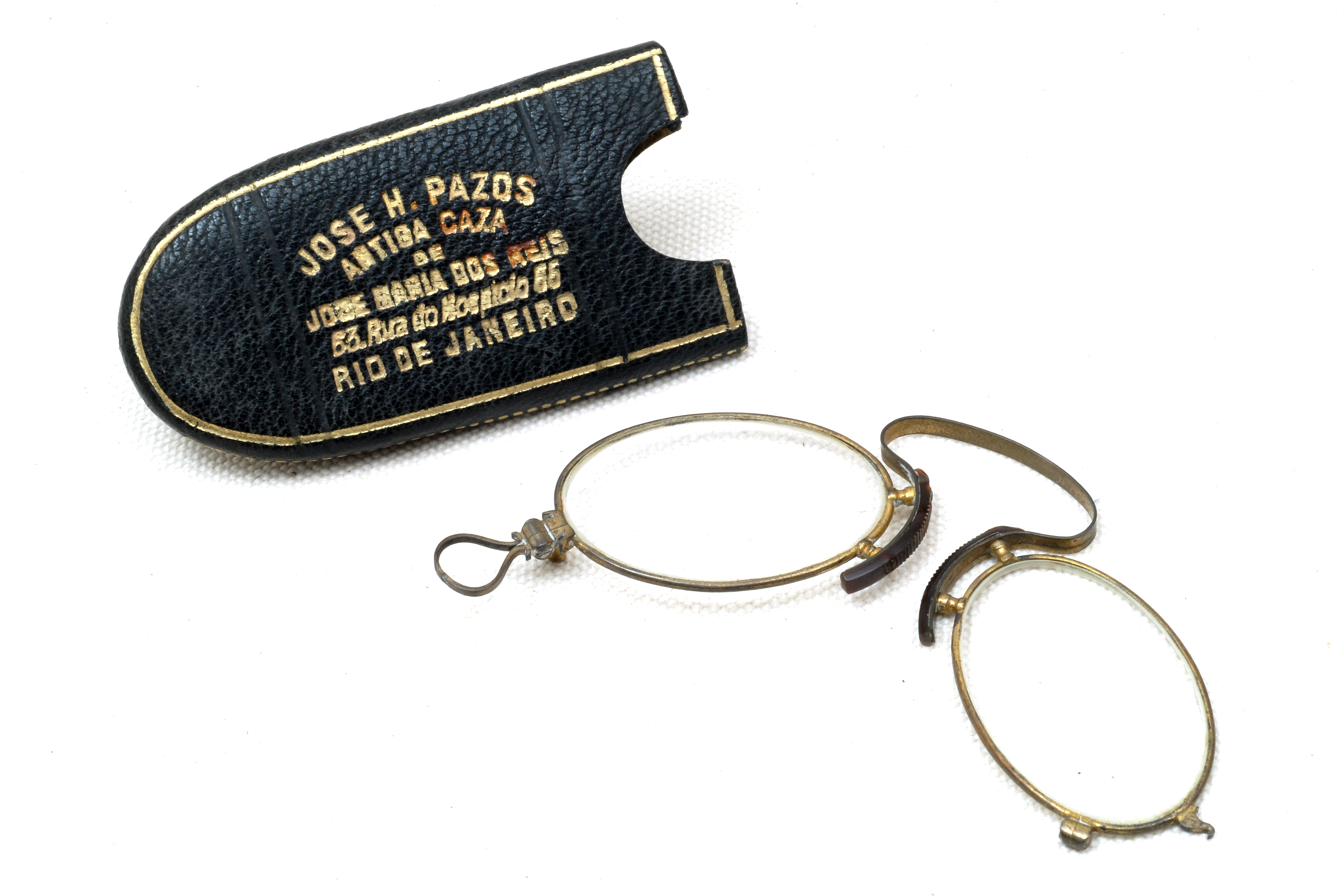
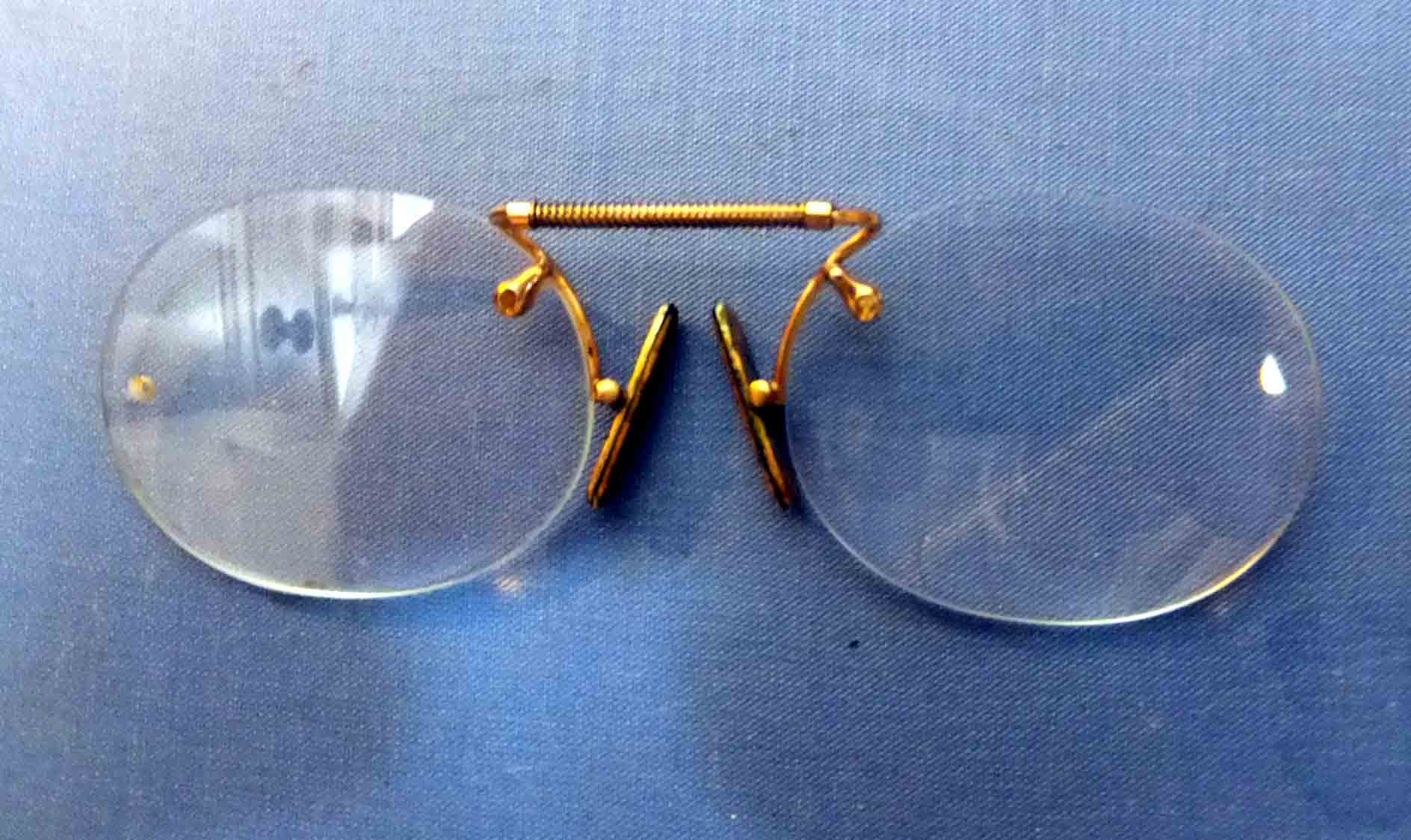
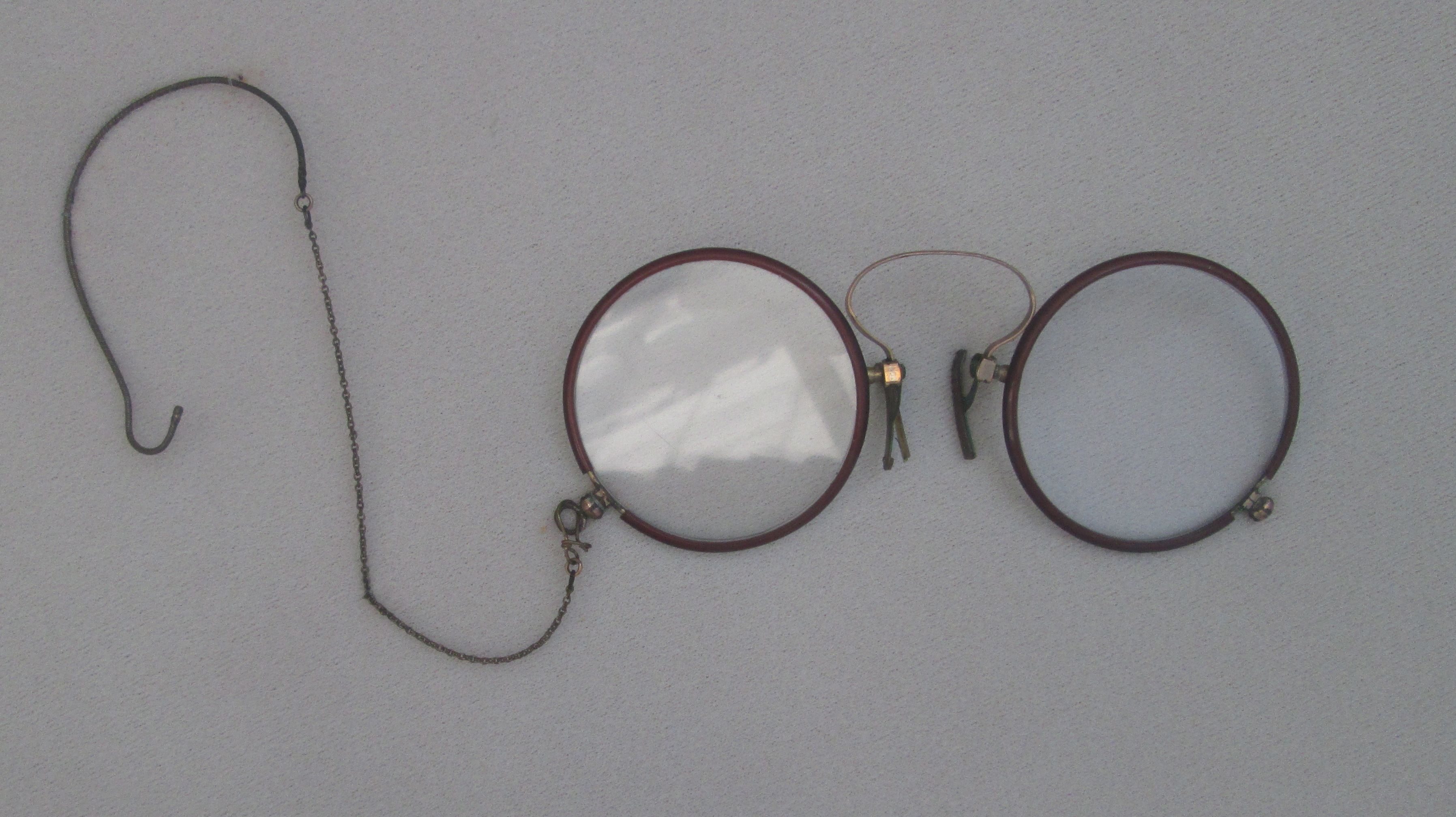
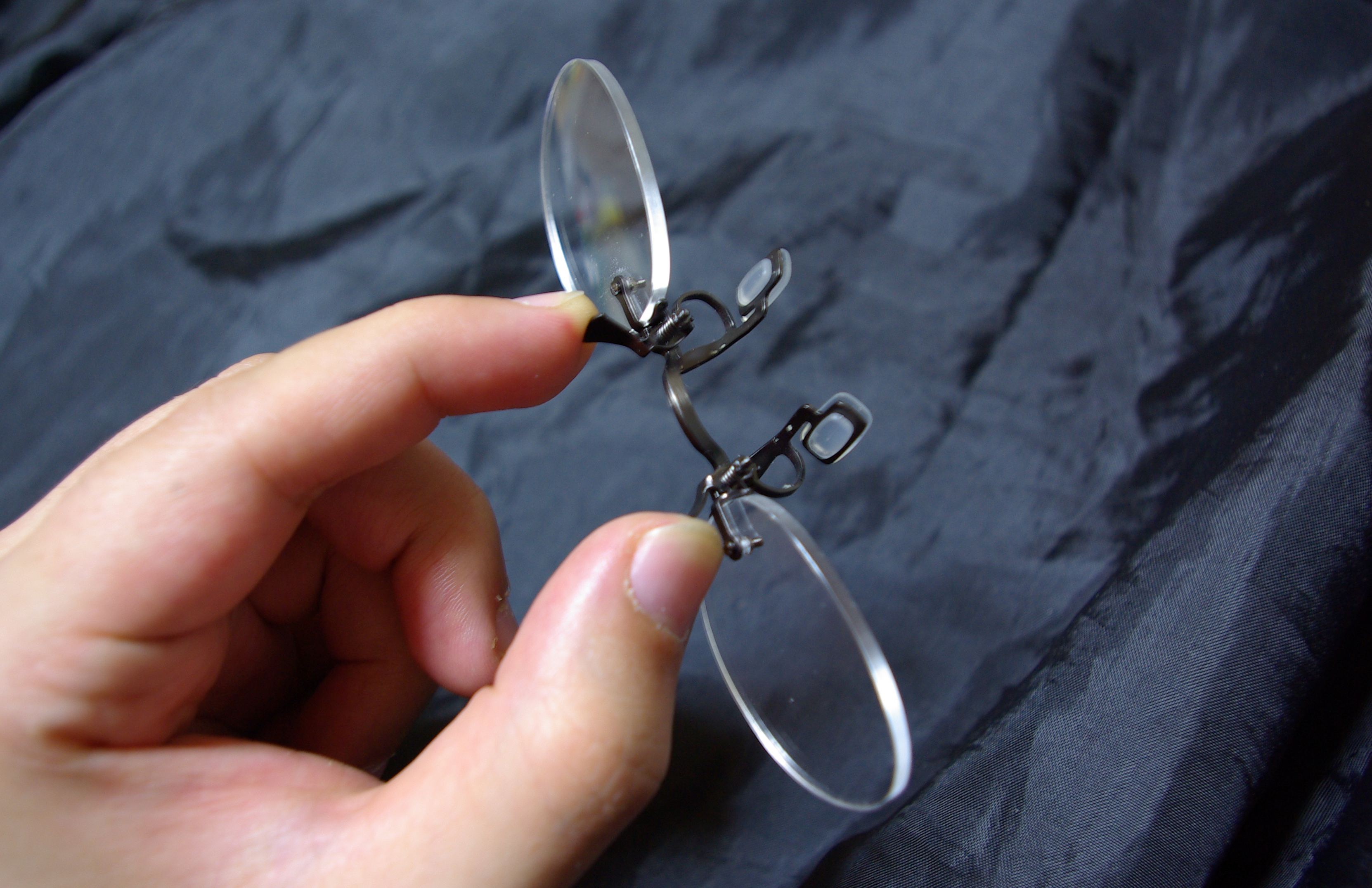
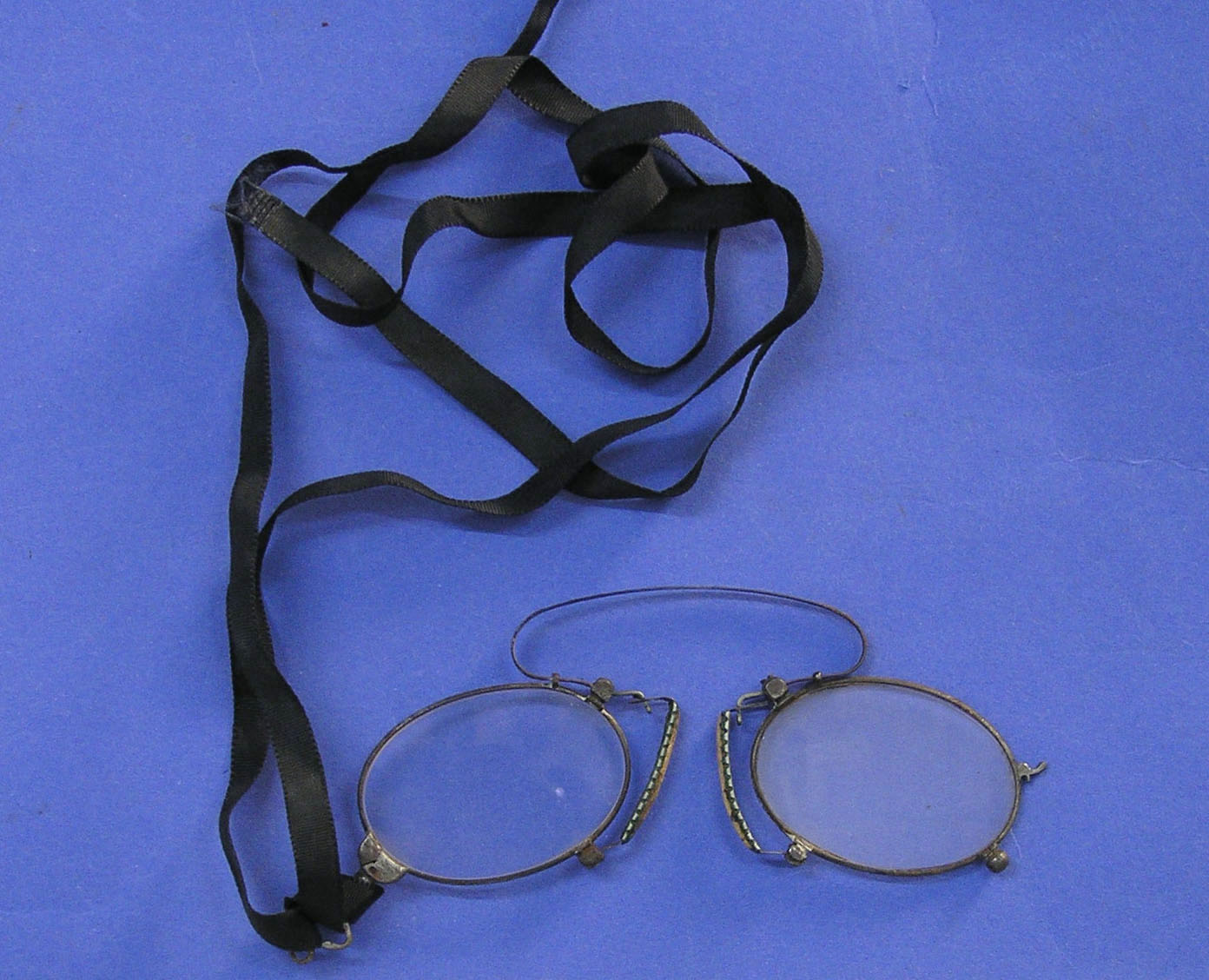
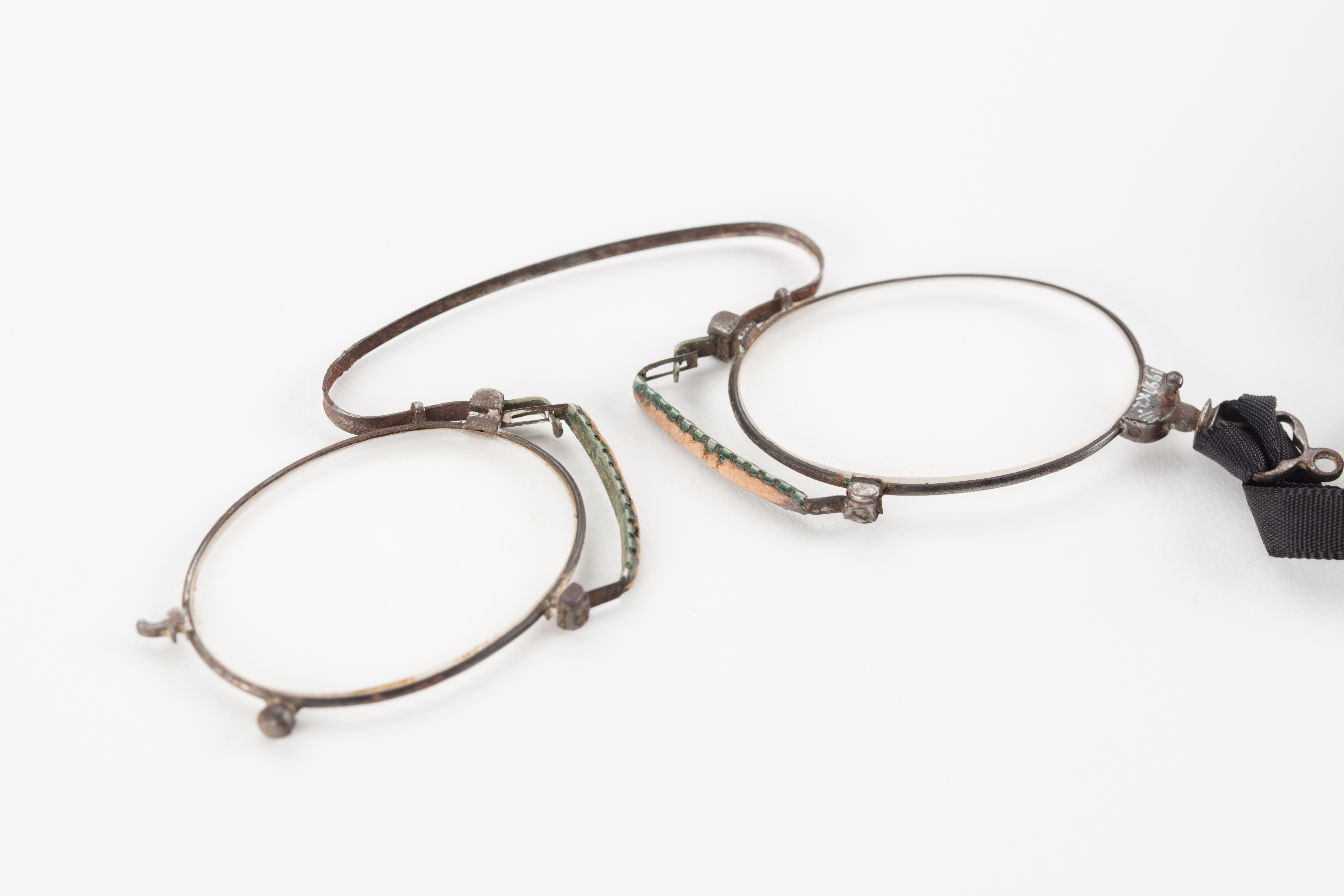
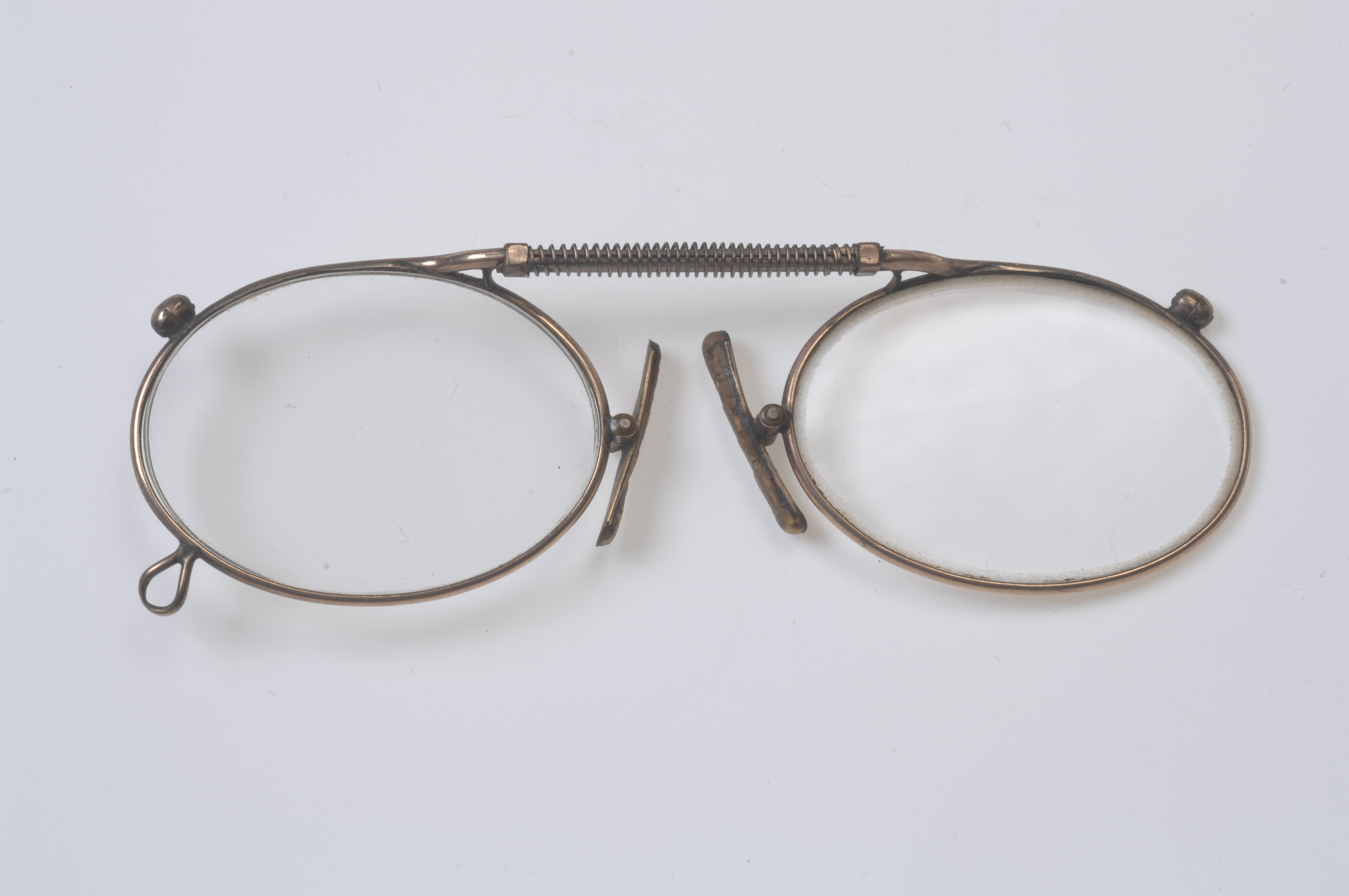
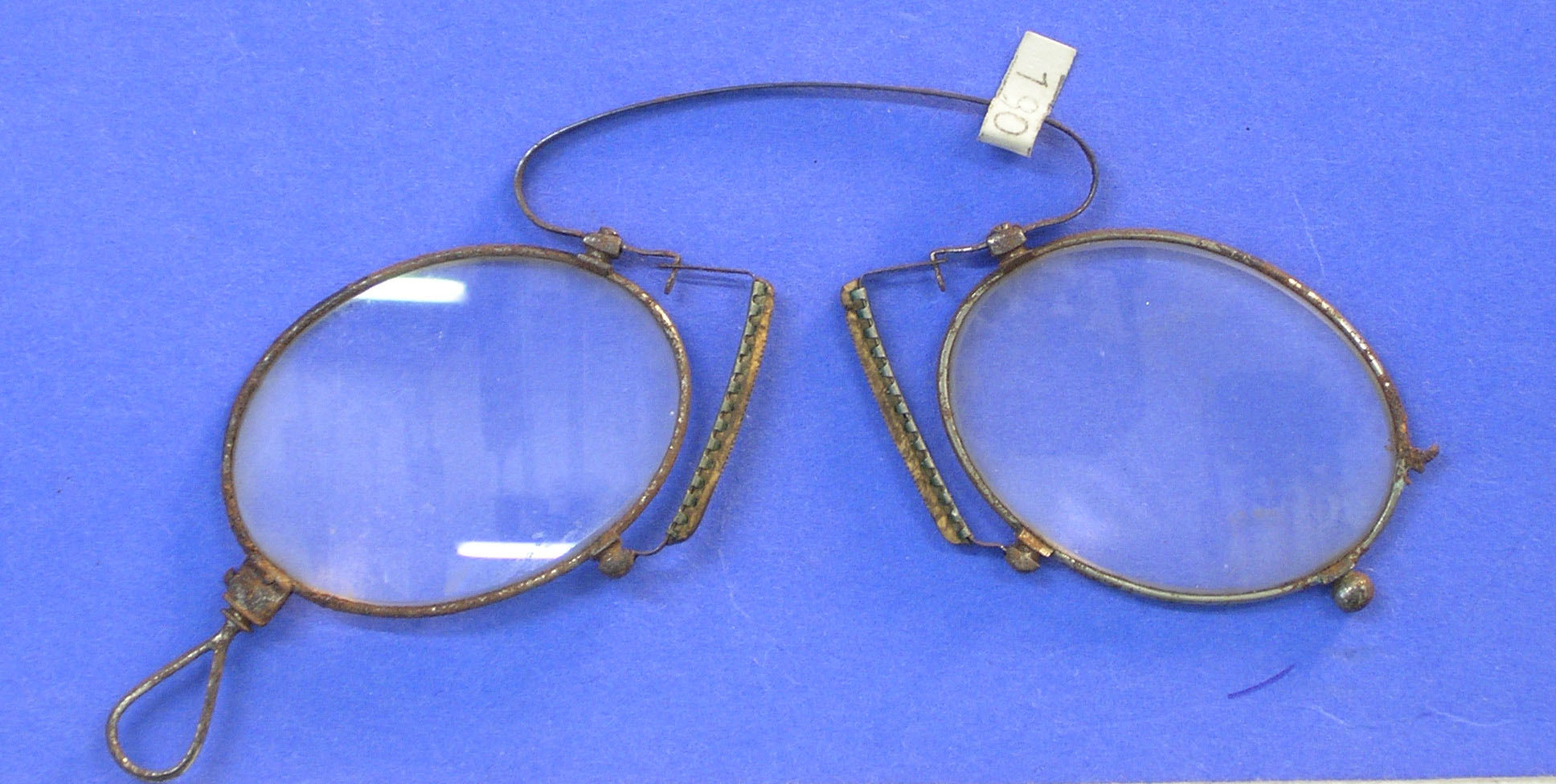
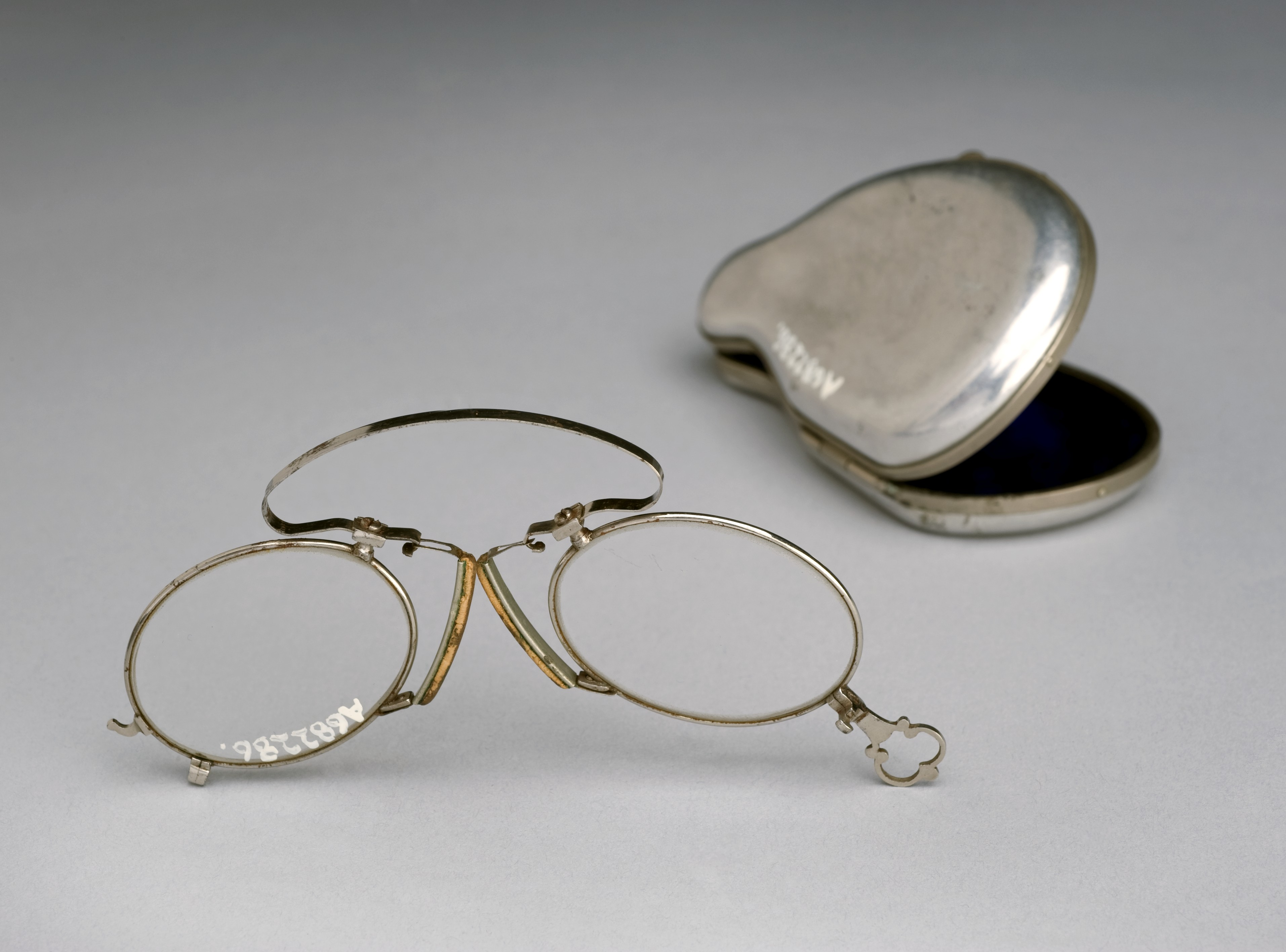
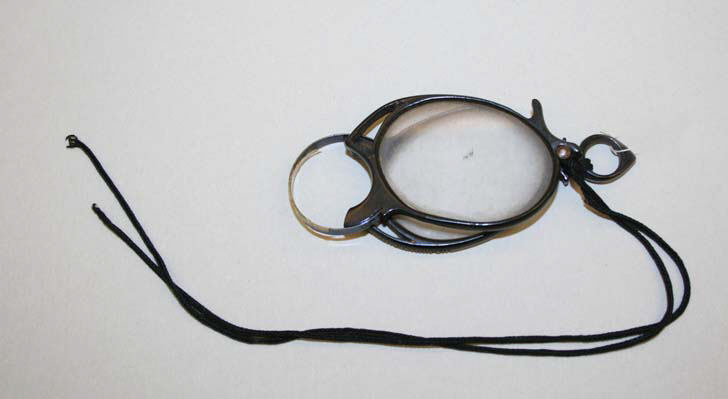
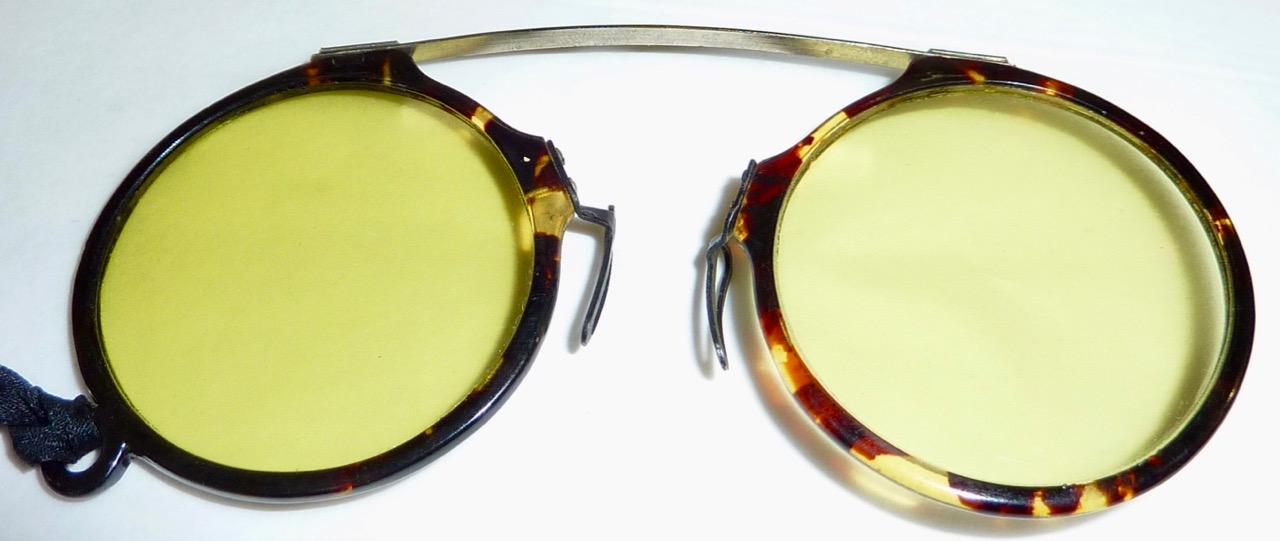
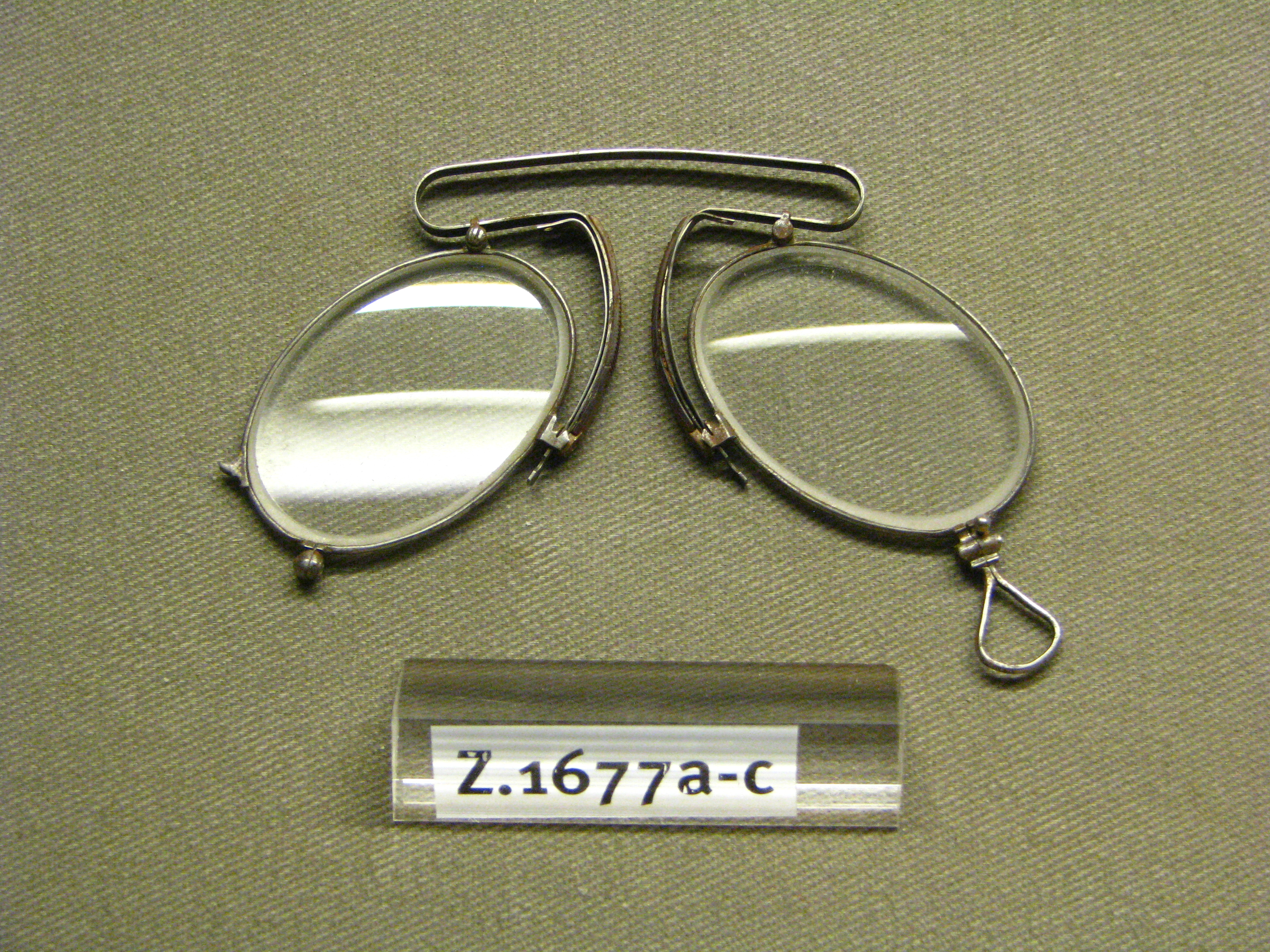
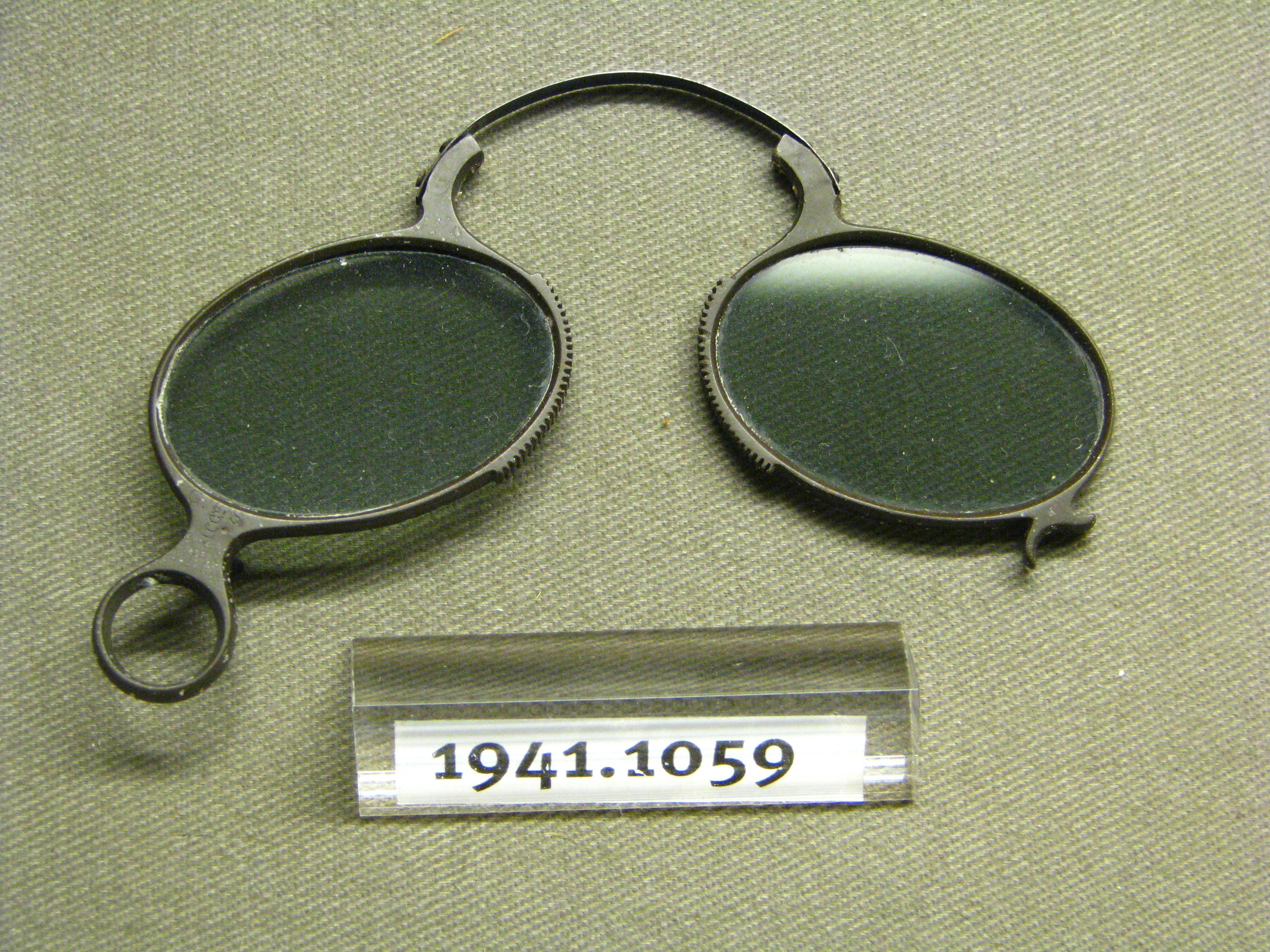
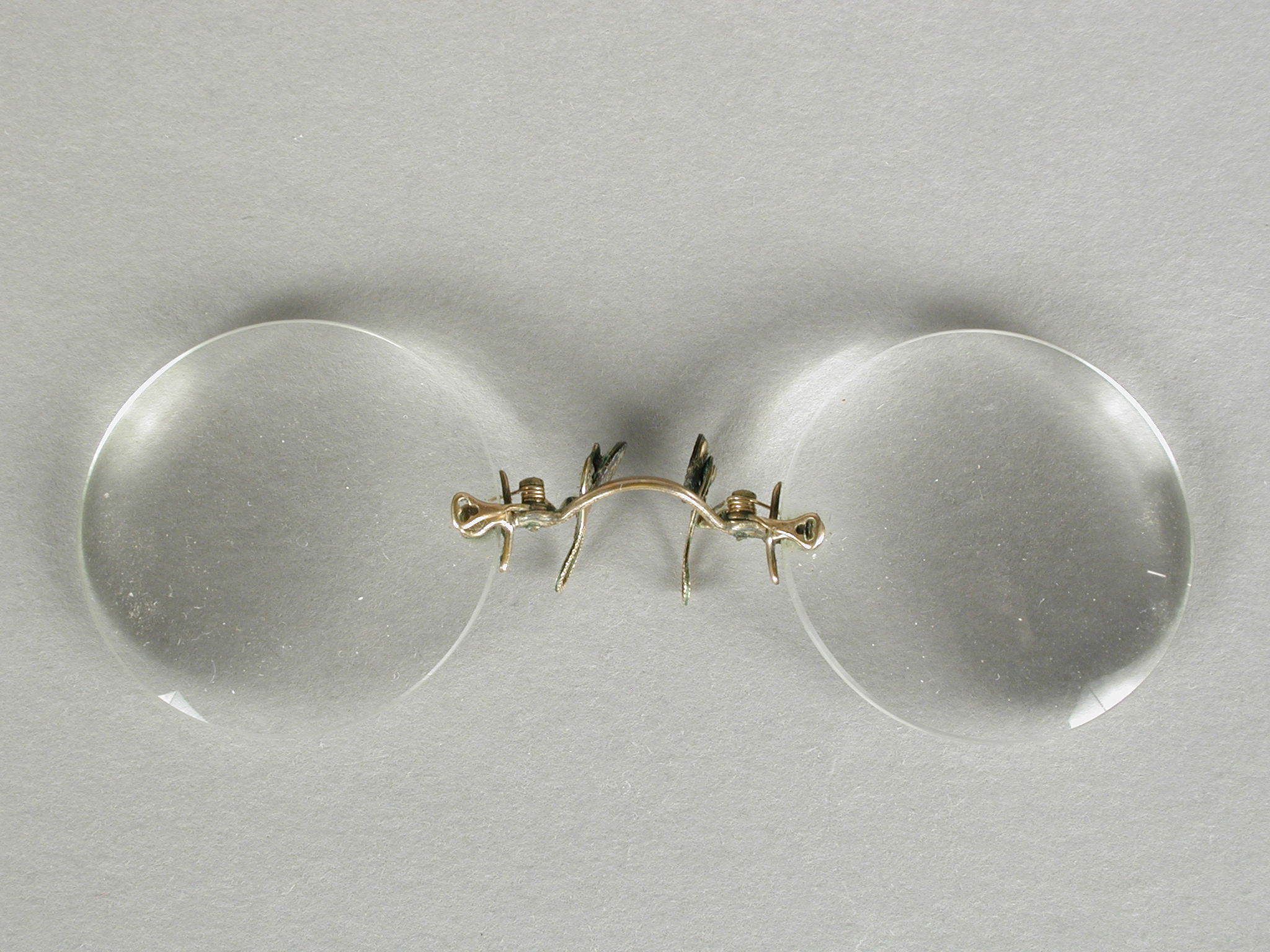
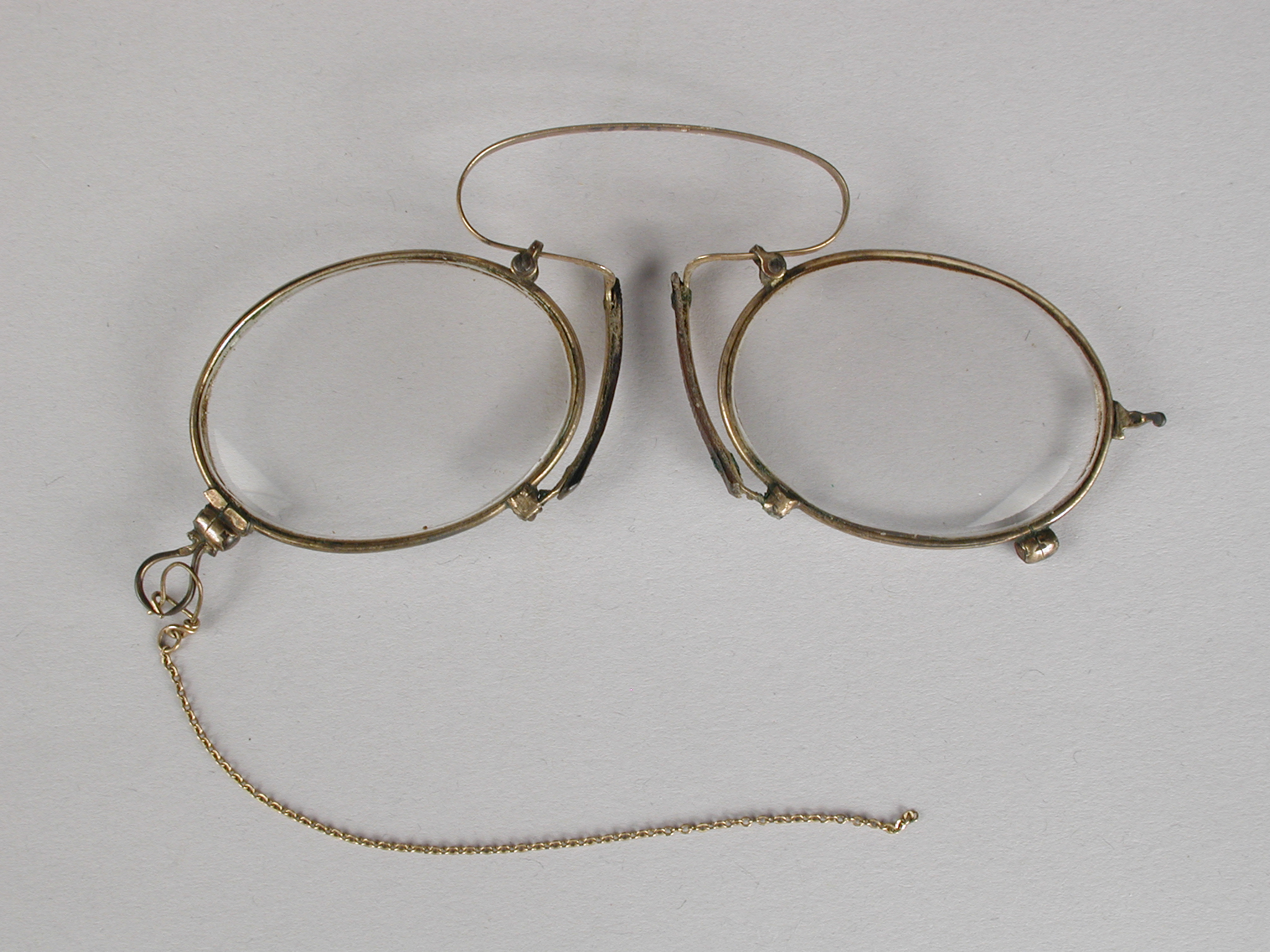
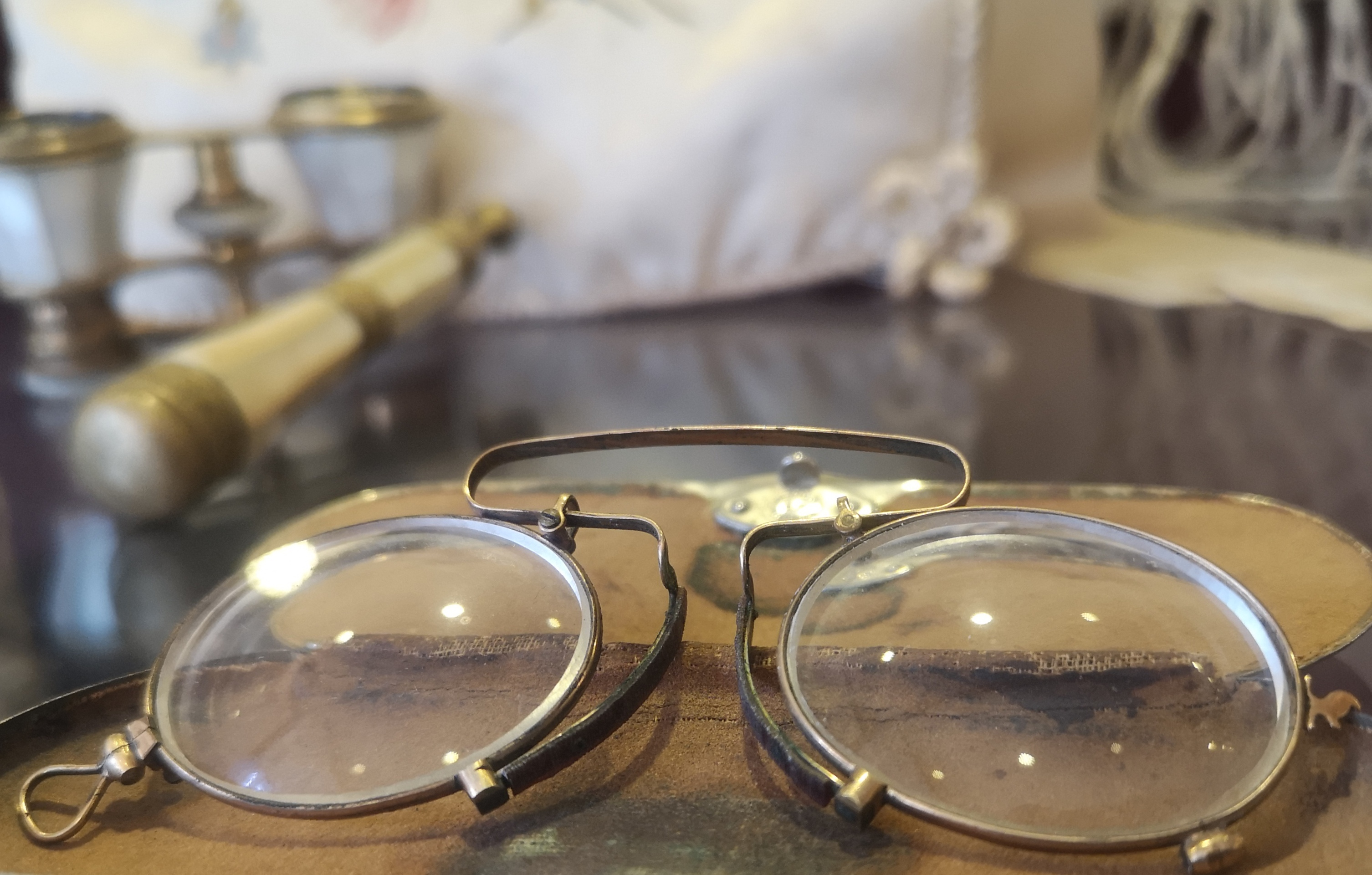
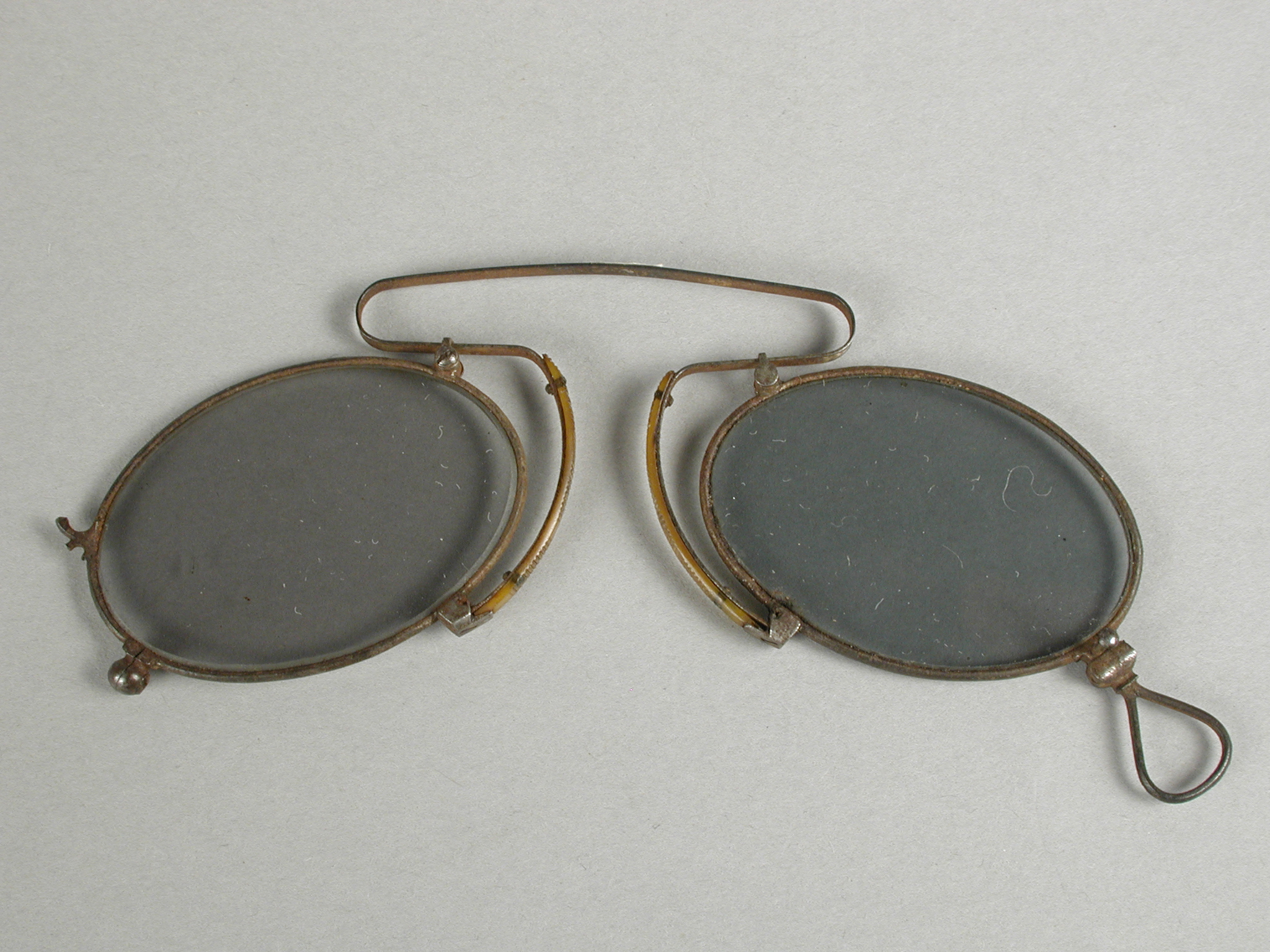